# Ronnapee Chaicumde
Ronnapee Chaicumde (thailändisch รณพีร์ เชยคำดี, * 1992), auch als Frame bekannt, ist ein thailändischer Fußballspieler.

## Karriere
Ronnapee Chaicumde spielte von mindestens 2017 bis 2019 beim Lampang FC. Wo er vorher gespielt hat, ist unbekannt. Der Verein aus Lampang spielte in der zweiten thailändischen Liga, der Thai League 2. Die Hinrunde 2018 wurde er an den Erstligisten Ubon UMT United nach Ubon Ratchathani ausgeliehen. Hier kam er jedoch nicht zum Einsatz. 2020 wechselte er zum Ligakonkurrenten Chiangmai United FC nach Chiangmai. Im März 2021 feierte er mit Chiangmai die Vizemeisterschaft und den Aufstieg in die erste Liga. Nach einer Saison in der ersten Liga musste er mit Chiangmai nach der Saison 2021/22 wieder in die zweite Liga absteigen. Nach insgesamt 50 Ligaspielen für Chiangmai wurde sein Vertrag im Sommer 2024 nicht verlängert. Mitte Juni 2024 nahm ihn der Zweitligist Nakhon Si United FC unter Vertrag. Nach einer Spielzeit, in der er 21 Ligaspiele bestritt, wechselte er im Juli 2025 zu dem ebenfalls in der zweiten Liga spielenden Chiangmai United FC.

## Erfolge
Chiangmai United FC
- Thailändischer Zweitligavizemeister: 2020/21  ▲